# Nicola Terracciano
Nicola Terracciano (1837-1921) fue un botánico y micólogo italiano. Uno de sus hijos, Achille (1861-1917), también fue botánico. Archivado el 9 de mayo de 2006 en Wayback Machine.
Obtiene su grado en Ciencias Naturales en la Real Universidad de Nápoles; fue profesor de Agronomía y Director del Instituto Agrario de Melfi.
De 1861 a 1903 fue director del Jardín Botánico y del Huerto Real del Palacio Real de Caserta, de 1862 al mismo año. Publica muchos trabajos de botánica, y si bien no fue un experto en micología, realizó importantes observaciones microscópicas de hongos; haciendo dibujos de 137 macromicetos. Tales dibujos y notas se publican en un volumen original, en italiano y traducción al inglés, con comentarios y observaciones sobre su más probable identificación micológica. Es una deliciosa obra histórica que fue posible gracias a la contribución del Ministerio de Cultura italiano.

## Algunas publicaciones
- 1869. Cenno intorno a certe piante da selva ed in particolare della Robinia pseudo-Acacia
- 1869. Florae Vulturis Synopsis exhibenss plantas vasculares in Vulture monte ac finitimis locissponte vegetantes
- 1876. Cenno intorno al Giardino Botanico della Real Casa in Caserta, ed a certe piante rare che vi si coltivano. Quarta relazione intorno alle peregrinazioni botaniche
- 1878-1879. Osservazioni sulla vegetazione dei dintorni di Caserta per l’anno
- 1880. I legnami della Terra di Lavoro… Caserta
- 1890. Synopsis plantarum vascularium Montis pollini
- 1905. Revision emonografica delle specie di Gagea della flora spagnola. Bol. Soc. Aragon. Ci. Nat. 4: 188-253

### Libros
- Terracciano, N. Reeditado 2006. I funghi del Giardino Inglese della Reggia di Caserta. Ed. Nuova Micologia, Associazione di studi Micologici Onlus. 199 pp.
- Terracciano, N. 1872. Relazione Intorno alle Peregrinazioni Botaniche Fatte per Disposizione della Deputazione Provinciale di Terra di Lavoro in Certi Luoghi della Provincia. 240 pp. Ed. Caserta; Nobili & Cie.

## Honores
Socio correspondiente del "Real Instituto de Perfeccionamiento de Ciencias Naturales y Tecnología de Nápoles" y de muchas otras Instituciones y Sociedades científicas italianas y extranjeras, como la Real Sociedad linneana de Bruselas, Real Sociedad de Botánica y de Zoología de Viena, Academia Imperial de Naturalistas de Moscú, etc.)
- La abreviatura «N.Terracc.» se emplea para indicar a Nicola Terracciano como autoridad en la descripción y clasificación científica de los vegetales.[1]